# Derecho del refugiado
El Derecho de los refugiados es la rama del derecho internacional, que trata sobre los derechos y la protección de los refugiados, pero diferente de los derecho internacional de los derechos humanos y derecho internacional humanitario, que tratan respectivamente de derechos humanos, en general, y la conducción de la guerra en particular.

## Origen del derecho al refugio internacional
La ley del refugiado abarca la ley habitual, las normas gubernamentales y los instrumentos legales internacionales. Hasta hoy el único instrumento internacional es la Convención de las Naciones Unidas, con un protocolo opcional, mientras que varias instituciones regionales aplican sus propias normativas a los países integrantes. Los instrumentos incluyen:
- La Convención sobre el Estatuto de los Refugiados de 1951.

- modificada en 1967 con el Protocolo sobre el Estatuto de los Refugiados.

- Los Principios sobre el Estatus y tratamiento de refugiados adoptado por el Organización Consultiva Jurídica Asiático-Africana en 1966.
- La Convención de los Aspectos Específicos de los Problemas de los Refugiados en África de la Organización Africana de 1969.
- La Declaración de los Refugiados de Cartagena de 1984 de aplicación en América Latina.[2]
- La Recomendación 773 de 1976 del Consejo de Europa relativa a la situación de facto de los refugiados.[3]
- La Directiva de la Unión Europea de 2004 relativa a los estándares mínimos para la cualificación y el estatus de nacionales de terceros países y refugiados, así como personas que sea necesario garantizar su protección. (enlace roto disponible en Internet Archive; véase el historial, la primera versión y la última).

## Bases de los derechos del refugiado
Para la legislación internacional un refugiado es aquel que cumple:
- Está fuera de su país de origen, nacionalidad o residencia habitual.
- Existen razones justificadas por las cuales tiene miedo a ser perseguido en su propio país por razones de raza, religión, nacionalidad o por ser miembro de algún grupo social o por ideas políticas.
- Es incapaz o rechaza la protección de su propio país, o no puede regresar por miedo a dicha persecución...